# Relationship of Command
Relationship of Command er titlen på det tredje og sidste album fra det amerikanske indieband At the Drive-In. 
Mange ser albummet, som ét af de bedste albums udgivet i det nye årtusinde. [kilde mangler] Albummet blev kåret af magasinet Guitar World som det 94 bedste guitar album nogensinde. 